# 中国舞蹈家协会

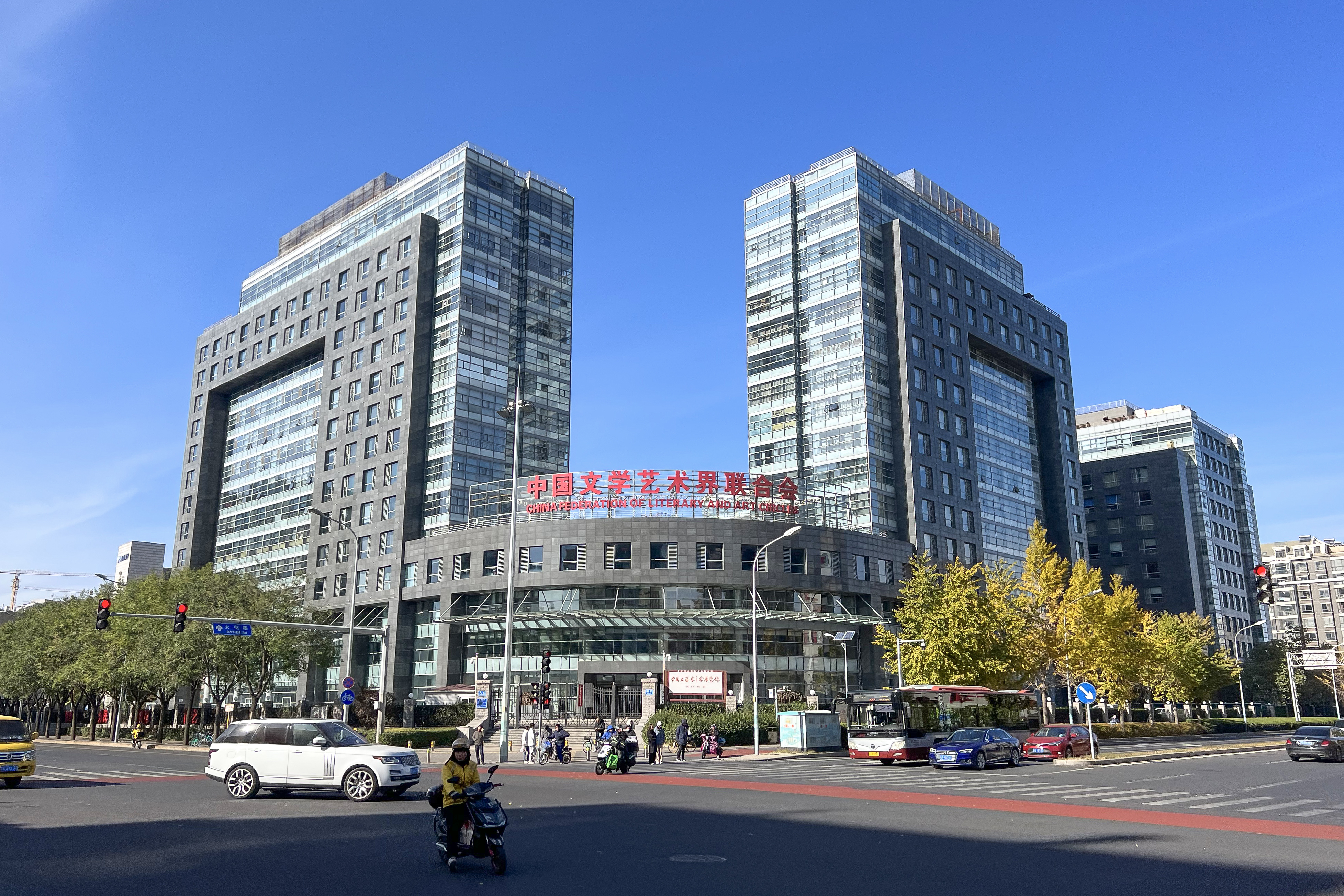
中国舞蹈家协会的会址为北京市朝阳区德外北沙滩1号院32号楼B座16层

中国舞蹈家协会（英語：China Dancers Association），简称中国舞协，曾名中华全国舞蹈工作者协会、中国舞蹈艺术研究会、中国舞蹈工作者协会，成立于1949年，是中国共产党领导的、全国各民族舞蹈家组成的专业性人民团体，是党和政府联系舞蹈界的桥梁和纽带。中国舞蹈家协会是中国文学艺术界联合会的团体会员。

## 历史沿革
1949年7月21日中华全国舞蹈工作者协会成立。
1953年9月23日，第二次中国文学艺术工作者代表大会在北京召开。会议决定“中华全国舞蹈工作者协会”更名为“中国舞蹈艺术研究会”。
1954年10月7日，中华全国舞蹈工作者协会改名中国舞蹈艺术研究会（简称“舞研会”）。
1960年7月23日至8月13日，第三次中国文学艺术工作者代表大会在北京举行，中国舞蹈艺术研究会更名为中国舞蹈工作者协会，成立了舞协书记处，胡果刚任第一书记。
1979年11月4日至10日，中国舞协第四次会员代表大会召开，讨论新的历史时期舞蹈工作任务，中国舞蹈工作者协会改名为中国舞蹈家协会，选举出舞协新的领导机构。

## 外部連結
- 官方網站 （页面存档备份，存于）